# Districtul Soest
Districtul Soest este un district rural (în germană: Kreis) din landul Renania de Nord - Westfalia, Germania.